# Premi G. K. Gilbert
El Premi G. K. Gilbert es presenta anualment per la Divisió de geologia planetària de la Geological Society of America per contribucions destacades a la solució de problemes fonamentals en la geologia planetària en el sentit més ampli, que inclou geoquímica, mineralogia, petrologia, geofísica, mapatge geològic i teledetecció. Aquestes contribucions poden consistir en una única publicació pendent o en una sèrie de publicacions que han tingut una gran influència en el camp. El premi porta el nom del geòleg pioner G. K. Gilbert.

## Premiats
- 1983: Eugene Shoemaker
- 1984: George Wetherill
- 1985: Walter Alvarez
- 1986: Ralph Belknap Baldwin
- 1987: Donald Gault
- 1988: Donald Wilhelms
- 1989: Harrison Schmitt
- 1990: Harold Masursky
- 1991: John Guest
- 1992: John A. Wood
- 1993: Michael Carr
- 1994: Stuart Ross Taylor
- 1995: Baerbel Lucchitta
- 1996: Robert P. Sharp
- 1997: Ronald Greeley
- 1998: John B. Adams
- 1999: Sean Solomon
- 2000: Larry Soderblom
- 2001: H. Jay Melosh
- 2002: James William Head, III
- 2003: Roger Phillips
- 2004: William Kenneth Hartmann
- 2005: Lionel Wilson
- 2006: Michael J. Gaffey
- 2007: Maria Zuber
- 2008: Philip Christensen
- 2009: Robert Strom
- 2010: Carle Pieters
- 2011: Steve Squyres
- 2012: Peter H. Schultz
- 2013: Alan D. Howard
- 2014: William B. McKinnon
- 2015: Matthew P. Golombek
- 2016: M. Darby Dyar
- 2017 John A. Grant